# Stora Holmsjön (Stora Tuna socken, Dalarna)
Stora Holmsjön är en sjö i Borlänge kommun i Dalarna och ingår i Dalälvens huvudavrinningsområde. Sjön är 3 meter djup, har en yta på 0,29 kvadratkilometer och befinner sig 107 meter över havet. Vid provfiske har bland annat abborre, braxen, karpfisk (obestämd) och löja fångats i sjön.

## Delavrinningsområde
Stora Holmsjön ingår i det delavrinningsområde (670295-148435) som SMHI kallar för Utloppet av Stora Holmsjön. Medelhöjden är 125 meter över havet och ytan är 7,37 kvadratkilometer. Det finns inga avrinningsområden uppströms utan avrinningsområdet är högsta punkten. Vattendraget som avvattnar avrinningsområdet har biflödesordning 2, vilket innebär att vattnet flödar genom totalt 2 vattendrag innan det når havet efter 196 kilometer. Avrinningsområdet består mestadels av skog (14 procent), öppen mark (15 procent) och jordbruk (50 procent). Avrinningsområdet har 0,35 kvadratkilometer vattenytor vilket ger det en sjöprocent på 4,8 procent. Bebyggelsen i området täcker en yta av 1,14 kvadratkilometer eller 15 procent av avrinningsområdet.

## Fisk
Vid provfiske har följande fisk fångats i sjön:
- Abborre
- Braxen
- Karpfisk obestämd
- Löja
- Mört
- Ruda
- Sutare